# Punta Chueca
Punta Chueca (Seri: Socaaix) is een Seri-dorp aan de Golf van Californië in de Mexicaanse staat Sonora. De stad ligt ongeveer 25 kilometer ten noorden van het vissersdorp Bahía de Kino. Punta Chueca is een van de twee plaatsen op het Seri-grondgebied; de andere is El Desemboque  Er zijn kleine winkels, een lagere school en een school voor middelbaar onderwijs op afstand (een zogenoemde telesecundaria). Punta Chueca is een van de plaatsen op het vasteland die het dichtst bij het eiland Tiburón liggen.

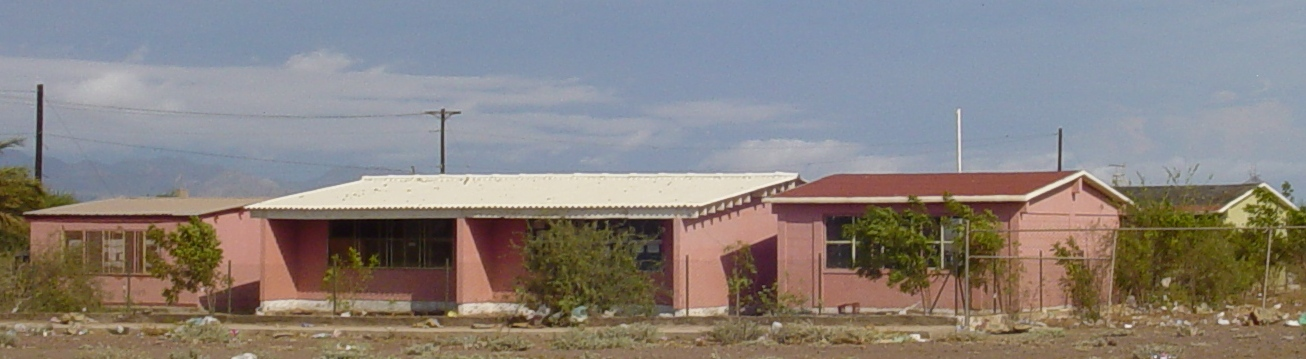
Lagere school
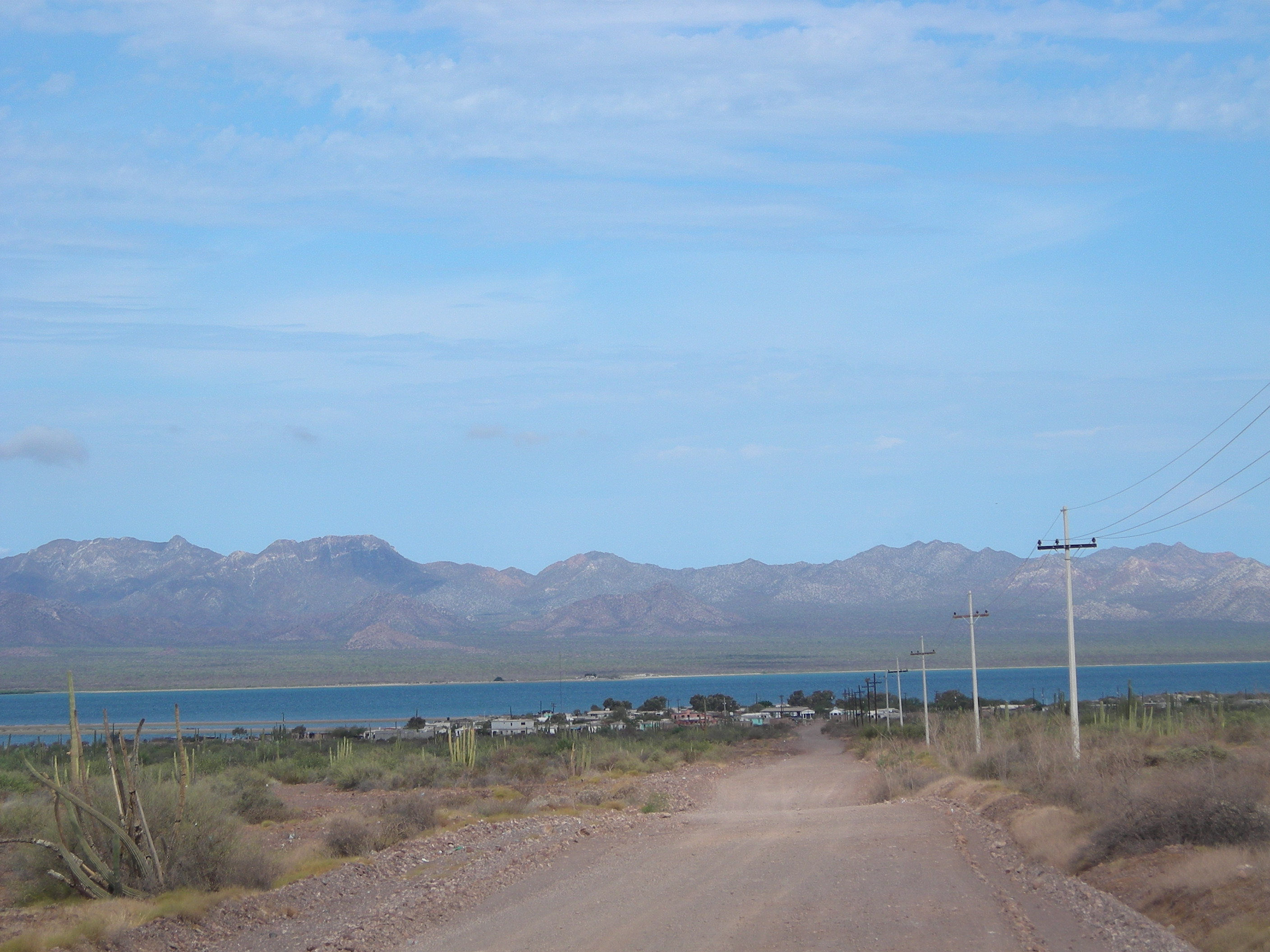
Punta Chueca met Tiburón op de achtergrond
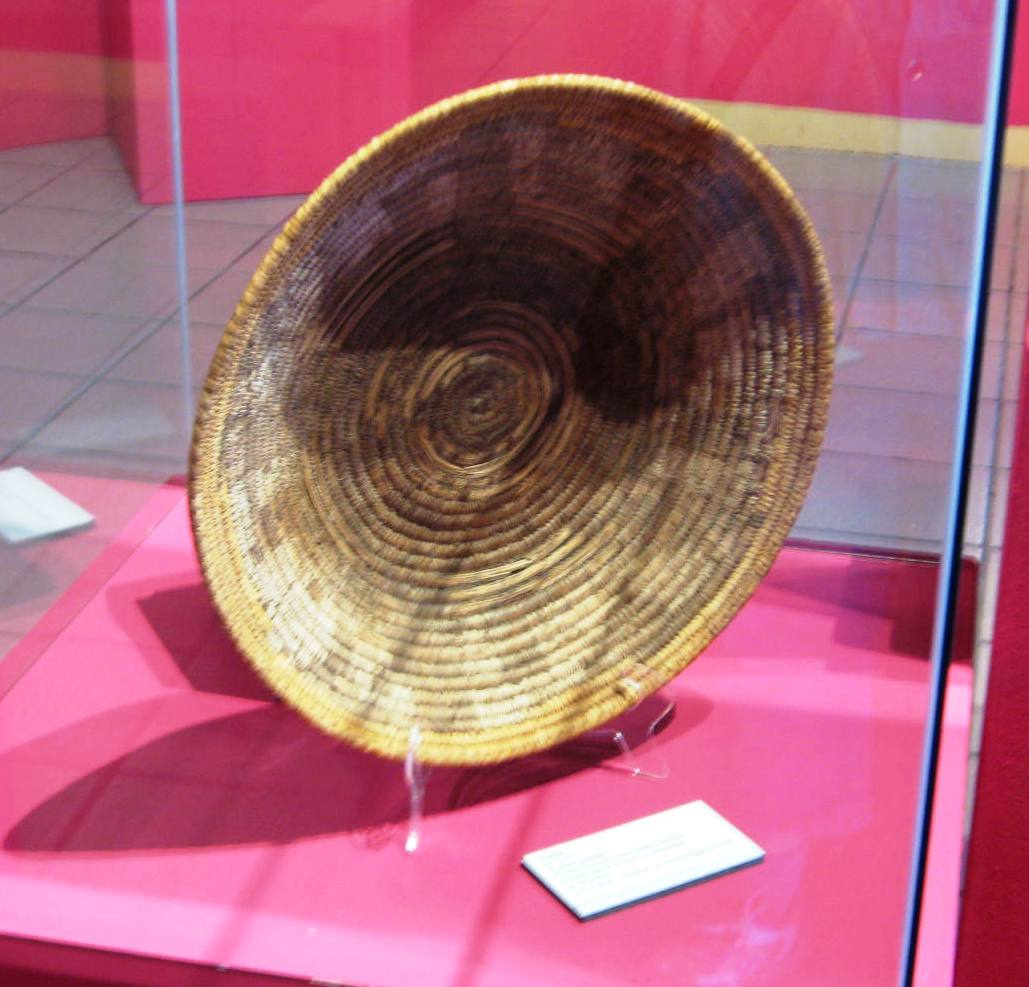
"Corita"-mand uit Punta Chueca in het UABC-cultuurmuseum in Mexicali